# بيلونا (كمبانية)
بيلونا (بالإيطالية:Bellona) هي كومونا في مقاطعة كزرتة في منطقة كمبانية الإيطالية، وتقع على بعد 35 كيلومترًا (22 ميلًا) شمال نابولي، و 14 كيلومترًا (9 ميلًا) شمال غرب كزرتة.